# Vera Kappeler
Vera Kappeler (* 1974 in Basel) ist eine Schweizer Jazzpianistin, die gelegentlich auch Harmonium spielt.

## Leben und Wirken
Kappeler studierte nach dem Schulbesuch in Basel von 1995 bis 1999  in Winterthur am Konservatorium klassisches Klavier. Nebenbei nahm sie auch Unterricht bei Hans Feigenwinter an der Jazzschule Basel und bei Lester Menezes.
Im Duo Bergerausch begleitete sie die Sängerin Bettina Klöti bei der Interpretation alter, unbekannterer Schweizer Volkslieder. Im Quartett (und im Duo) Tuliaisia arbeitete sie mit der Sängerin Marianne Racine zusammen; des Weiteren trat sie im Duo mit dem Gitarristen Philipp Schaufelberger und mit dem Schlagzeuger Peter Conradin Zumthor sowie im Trio mit Simon Gerber und Lionel Friedli auf, mit Felix Profos’  Forcemajeure und  Christoph Irnigers Pilgrim. Auch gehörte sie zu den New Tsotsis von Makaya Ntshoko und dem Sextett Grünes Blatt. Weiter konzertierte sie mit Gilbert Paeffgen, Bänz Oester, Norbert Pfammatter, Corin Curschellas, Peter Herbert und Wolfgang Mitterer. Auch führte sie ein Solo-Programm mit Liedern von Paul Burkhard auf.
Kappeler unterrichtet Klavier an der Jazzabteilung der Hochschule Luzern.

## Preise und Auszeichnungen
2008 erhielt sie den Förderpreis der Stadt Winterthur sowie den ZKB Jazzpreis. 2011 wurde sie als erste Frau mit dem Jazzpreis der SUISA-Stiftung für Musik für ihr „innovatives und kreatives Jazzschaffen“ ausgezeichnet.

## Diskographische Hinweise
- Live at bird’s eye jazz club Volume 6. (2004)
- Makaya and the New Tsotsis: Happy House (mit Andy Scherrer und Stephan Kurmann; SteepleChase Records 2006)
- Vera Kappeler Trio: Nach Slingia. 2008.
- Vera Kappeler/Peter Conradin Zumthor: Babylon Suite. (ECM, 2014)